# Jean-Baptiste Tierce
Jean-Baptiste Antoine Tierce, né le 9 avril 1737 à Rouen et mort à Florence en 1794, est un peintre et dessinateur français.

## Biographie
Après avoir reçu les premières notions de son art chez son père, peintre-décorateur du théâtre de Rouen, Tierce entra à l’École des beaux-arts de Rouen, sous la direction de Jean-Baptiste Descamps. Comme il se montrait doué, Tierce fut envoyé se perfectionner à Paris auprès de Jean-Baptiste Marie Pierre. Il fut agréé à l’Académie de peinture et de sculpture et, quoiqu’il ait également peint des œuvres religieuses pour des églises rouennaises en 1772 et 1780, ses peintures de paysages et ses dessins exécutés dans le sud de la France et de l’Italie lui acquirent une réputation de paysagiste.
Agréé par l’Académie de Marseille en 1772, alors qu’il vivait à Aix-en-Provence, il se rendit, l’année suivante, à Florence puis à Naples, où il enseigna le dessin à Morghen. De cette époque date sa Pêche aux flambeaux (Musée des beaux-arts de Carcassonne, 1776) et cinq dessins figurant comme gravures dans les deux premiers volumes du Voyage pittoresque de Naples et de Sicile de l’abbé de Saint-Non (Paris, Lafosse, 1781-1786). Tierce a également accompagné, en 1775, le marquis de Sade pendant une partie de son voyage en Italie, illustrant son Voyage d’Italie, ou, Dissertations critiques, historiques et philosophiques sur les villes de Florence, Rome, Naples, Lorette et les routes adjacentes à ces quatre villes.
Son élection, en 1777, à l’Académie d'Arcadie de Rome marque le début de sa carrière romaine où il reste jusqu’en 1789, hormis deux brèves visites en France en 1779-1780 et 1786. Protégé du cardinal de Bernis, qui possédait Une Tempête et Ruines de Paestum (Musée des Augustins de Toulouse) de lui, Tierce a également travaillé pour Piranèse et peint pour le comte d’Orsay une Vue du Vésuve, qui a été exposée au Salon de la Correspondance de 1779.
À Florence, il épousa la fille du premier médecin du grand-duc et fit de cette ville, où il termina ses jours, sa patrie adoptive. Nombre des ouvrages de ce peintre, caractérisés par un beau feuillage et un ciel harmonieux, sont restés en Italie. Tierce a également rédigé un rapport intitulé « Questions sur le Jubé de la Cathédrale de Rouen » pour les Mémoires historiques sur les marbres employés à la décoration de l’entrée du chœur de l’église métropolitaine de Rouen (Rouen, Pierre Dumesnil, 1777) de l’abbé Terrisse.